# Споменик Петру Кранчевићу
Споменик Петру Кранчевићу се налази у Сремској Митровици и под заштитом је Завода за заштиту споменика културе Сремска Митровица. С обзиром да представља значајну историјску грађевину, проглашен је непокретним културним добром Републике Србије.

## Историја
Споменик Петру Кранчевићу је подигнут 1927. године захваљујући залагању председника и секретара Српског певачког друштва Гојка Веселиновића и Бранка Адамовића и прилозима друштва као и угледних митровачких грађана тога времена Славка Масаревића, Андре Лазића, Николе Трифуновића, Јована Адамовића и других. Споменик композитору је подигнут поред капеле породице Милекић. Представља рад митровачког занатлије и каменоресца Петра Најмана. На самом споменику постаменту рељефним ћириличним словима је написано „Петар Крањчевић, композитор, година рођења 11. фебруар 1869. и година смрти 13. фебруар 1919”. У самом десном углу су израђене гусле, са миртиним и ловоровим цветом (граном). У горњем делу споменика у удубљењу је изливена статуа богиње Еутерпе која се ослоњена на лиру док је на врху споменика крст. У централни регистар је уписан 27. децембра 1999. под бројем ЗМ 53, а у регистар Завода за заштиту споменика културе Сремска Митровица под бројем 12.